# Jules Paul Benjamin Delessert
Jules Paul Benjamin Delessert [ejtsd: döleszer] (Lyon, 1773. február 14. – Párizs, 1847. március 1.) báró, párizsi bankár, gyáros és botanikus. Botanikai szakmunkákban nevének rövidítése: „Deless.”.

## Életrajza
A francia forradalom kezdetén mint tüzér szolgált a forradalmi hadseregben, 1795-ben pedig átvette apja bankárüzletét. Ettől kezdve számos nagyobb szabású ipari és kereskedelmi vállalatot létesített, amiért I. Napóleon a francia közgazdasági élet felvirágoztatása körül szerzett érdemei elismeréséül a becsületrend lovagjává nevezte ki. 1817-ben a szajnai kerületben képviselővé választották és ettől fogva képviselő maradt 1838-ig. A szépművészeteket, tudományos vállalatokat, jótékony intézeteket is pártfogolta és több takarékpénztárt is alapított.

## Családja
Édesapja Étienne Delessert (1735–1816). Öccse, François-Marie Delessert (1780-1867) egy bankház főnöke, másik öccse, Gabriel Delessert pedig (1786-1858) a császárság alatt gyáros, a júliusi forradalom után a párizsi nemzetőrsereg dandárparancsnoka és 1836. szeptember 6-tól 1848. február 24-ig párizsi rendőrfőnök volt. Ennek fia, Édouard Alexandre Henri Delessert (1828–1898), egyike volt az Athénaeum français alapítóinak és szépirodalmi munkássága révén lett ismeretessé. Azonfelül néhány utazást is tett, így elkísérte Saulcy orientalistát a Szent Földön tett utazásában, megírta: Voyage aux villes mandites című művét. (4. kiad. 1855.)